# Nagy boroszlánmoly
A nagy boroszlánmoly (Anchinia daphnella) a valódi lepkék (Glossata) alrendjébe tartozó erdei díszmolyfélék (Amphisbatidae) családjának egyik, hazánkban is honos faja.

## Elterjedése, élőhelye
Észak- és Közép-Európában élő faj, hazánkban csak a Kőszegi-hegységből, a Mátrából, a Bükk-vidékről és a Zempléni-hegységből ismerjük.

## Megjelenése
Szárnya barna, sárga és ibolya színekkel tarkállik. Szárnyának fesztávolsága 21–26 mm.

## Életmódja
Egy évben egy generációja nő fel; a lepkék június–júliusban rajzanak. Hernyói a
farkasboroszlán (Daphne mezereum) összehúzott levelei között élnek.

## Külső hivatkozások
- Mészáros Zoltán – Szabóky Csaba: A magyarországi molylepkék gyakorlati albuma. Budapest: Agroinform. 2005.  arch Hozzáférés: 2018. április 6. (PDF)